# Oratorio dei Santi Giovanni e Paolo
L'oratorio dei Santi Giovanni e Paolo è un luogo di culto cattolico dalle forme barocche, situato in località Scorcoro a Bazzano, frazione di Neviano degli Arduini, in provincia e diocesi di Parma; è sussidiario della parrocchiale di Sant'Ambrogio di Bazzano e fa parte della zona pastorale della Montagna.

## Storia
Il luogo di culto originario fu edificato in epoca medievale in prossimità del piccolo borgo di Scorcoro, nominato per la prima volta nel 1202; la più antica testimonianza dell'esistenza della cappella risale al 1299.
L'Ecclesia di Scurcula fu in seguito citata nell'Estimo diocesano del 1354 e nuovamente nel Regesto antico del 1493.
In seguito l'edificio cadde in rovina, tanto da essere abbattuto alla fine del XVI secolo; agli inizi del secolo successivo fu ricostruito un po' più a valle, in posizione isolata.
Nel XVIII secolo fu eretto sul tetto il piccolo campanile a vela.
Nel 1864, nel corso di un'epidemia di colera, l'edificio fu trasformato temporaneamente in lazzaretto; al termine della pestilenza, fu restaurato.
Il 7 settembre 1920 un devastante terremoto causò vari danni al luogo di culto, che fu dichiarato inagibile; in seguito l'oratorio fu sottoposto a lavori di ristrutturazione, che furono completati nel 1932.
Nel 1959 e nuovamente nel 1979 l'edificio fu interessato da interventi di restauro.
Tra il 2009 e il 2013 il luogo di culto fu interessato da una serie di interventi di ristrutturazione, col rinforzo strutturale del solaio, il rifacimento del tetto e degli intonaci e la risistemazione delle murature in pietra.

## Descrizione

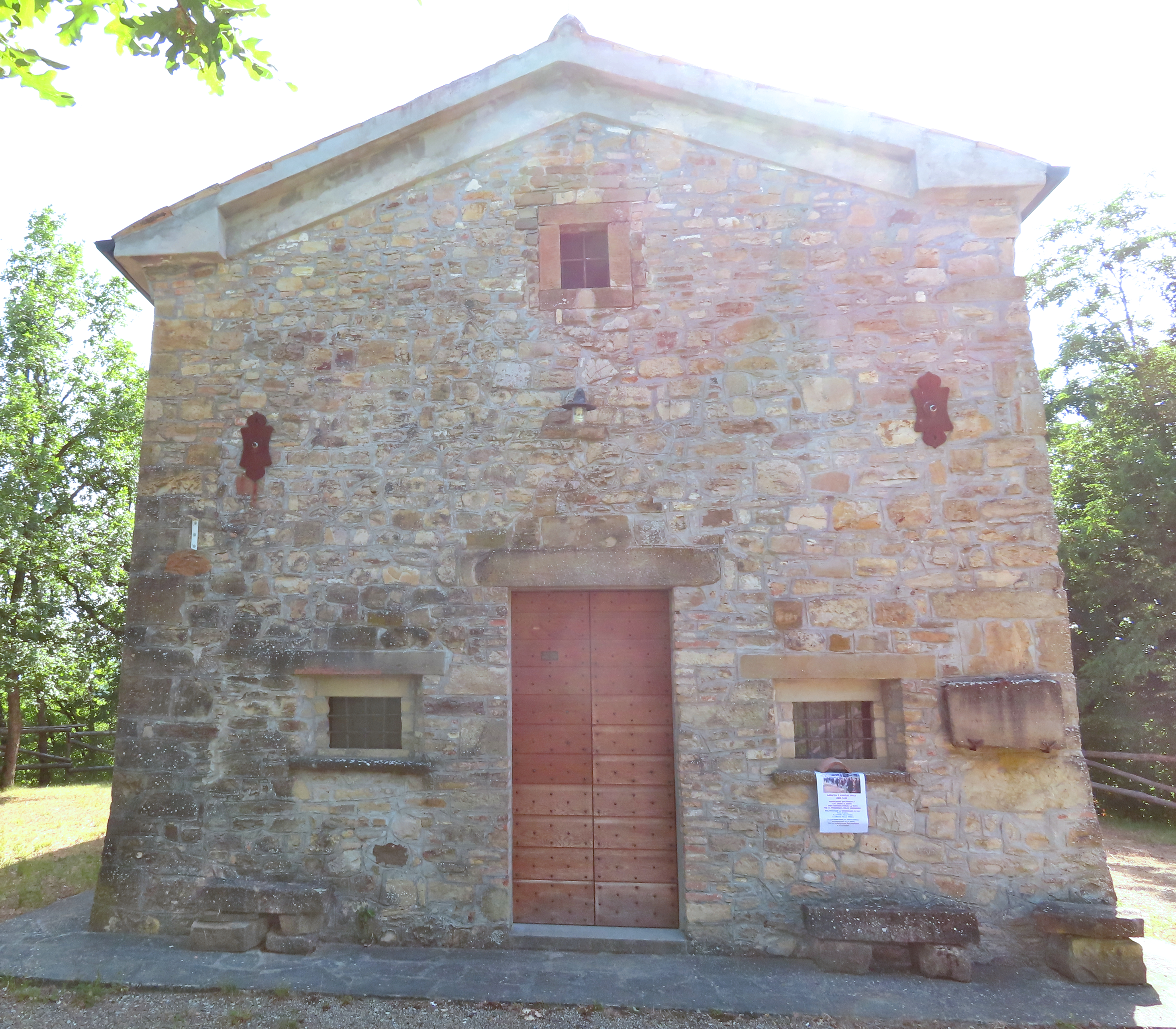
Facciata

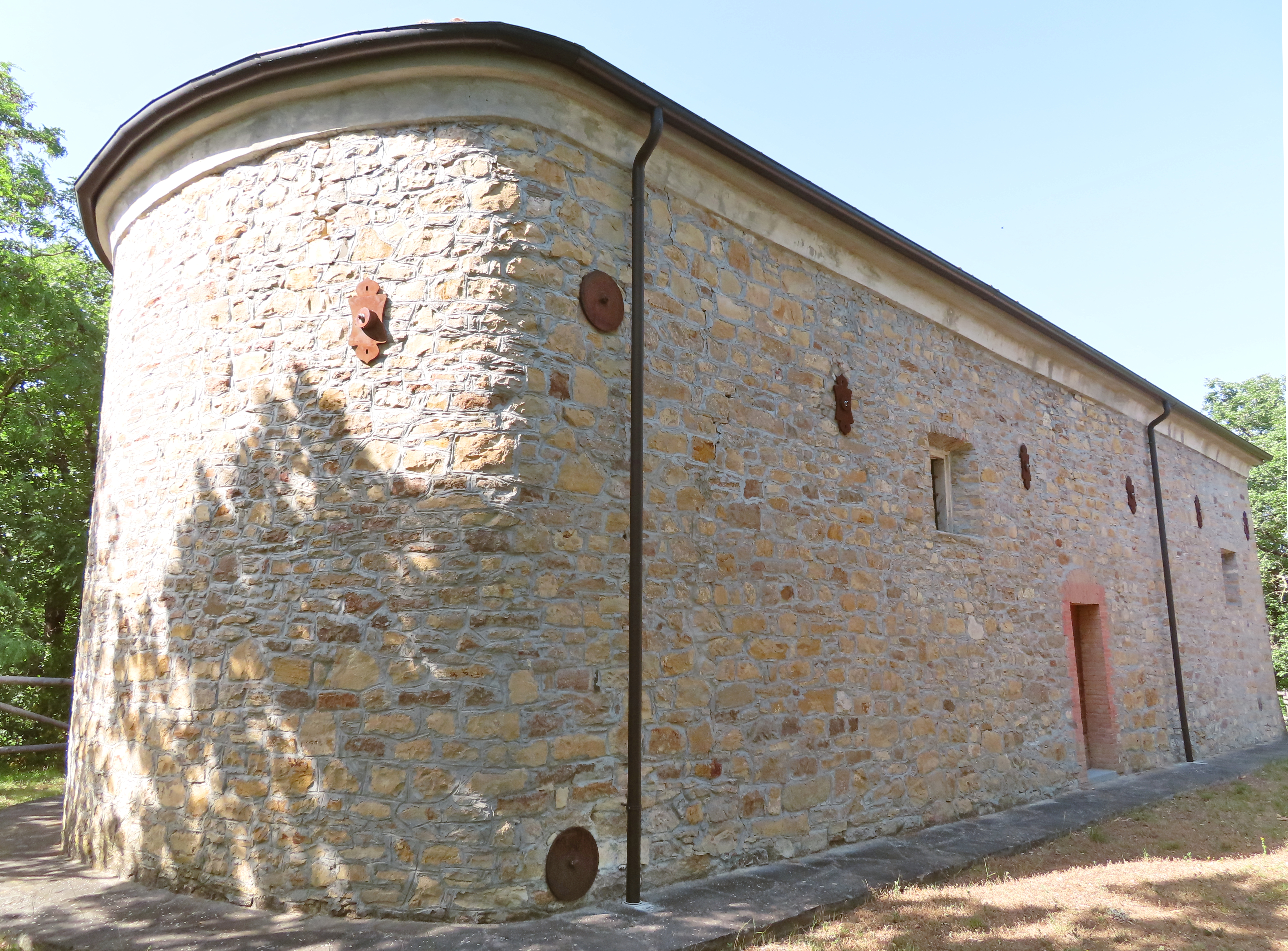
Abside e lato sud-est

L'oratorio si sviluppa su una pianta a navata unica, con ingresso a nord-est e presbiterio absidato a sud-ovest.
La simmetrica facciata a capanna, interamente rivestita in pietra come il resto dell'edificio, presenta nel mezzo il portale d'ingresso coronato da un architrave; ai lati si trovano due piccole finestre rettangolari, mentre in sommità è collocata un'apertura centrale di forma analoga.
Al termine del lato destro si innalza in corrispondenza del presbiterio un campanile a vela, che accoglie una piccola campana risalente al 1751.
All'interno la navata rivestita in pietra, coperta da una volta a botte lunettata intonacata, è scandita lateralmente da una serie di paraste doriche.
Il presbiterio, lievemente sopraelevato, è preceduto dall'arco trionfale a tutto sesto; l'ambiente, coronato da una volta a botte lunettata, accoglie l'altare maggiore a mensa in pietra, aggiunto intorno al 2010; sul fondo l'abide, coperta dal catino, accoglie in un'ampia nicchia le statue di San Giovanni e San Paolo.